# جين تايلور
جين تايلور (بالإنجليزية: Gene Taylor)‏ هو سياسي أمريكي، ولد في 10 فبراير 1928 في الولايات المتحدة، وتوفي في 27 أكتوبر 1998 في نفس البلد. حزبياً، نشط في الحزب الجمهوري. وقد انتخب عضو مجلس النواب الأمريكي.